# ConsoMag
ConsoMag est l’émission télévisée de l’Institut national de la consommation (INC). Rendez-vous d’information télévisuel ayant pour but d’éclairer les consommateurs dans leur quotidien, les aider à mieux consommer et faire les bons choix. Elle est produite et réalisée en partie en collaboration avec plusieurs organisations agréées de consommateurs. Ce programme aborde des thématiques telles que l’assurance, l’alimentation, la banque/l’argent ou encore les commerces ou services. Chaque année, 120 programmes originaux de deux minutes sont produits et diffusés quotidiennement sur les chaînes du groupe France Télévisions : France 2, France 3, France 4, France 5, France Info. En moyenne en 2018, l’audience cumulée d’une émission ConsoMag représente 3 millions de téléspectateurs.

## Historique

### Les émissions télévisées d'information du consommateur de l'INC
Peu après la création de l’Institut national de la consommation en 1967/1968, la réalisation de l’émission télévisée d’information des consommateurs Jeanne achète lui est confiée. Ce programme, diffusé pour la première fois en mai 1964, donnait le prix des produits alimentaires sous forme de télex. 
En janvier 1970, Jeanne achète devient 50 Millions de consommateurs, ce qui fait écho au magazine du même nom paru pour la première fois en décembre 1970.  
Entre 1975 et 1988, l’INC produit l’émission D’Accord, pas d’accord, présentée jusqu’en 1986 par Laurène L’Allinec. 
L’INC a également réalisé d’autres émissions d’information comme 6 minutes, Enquête INC, Magazine des consommateurs, Tout va très bien, ou encore Consommateur information / Consommateur jeudi, diffusé le jeudi et destiné aux enfants.
À partir de 1993, les émissions télévisées de l’INC sont réalisées en collaboration avec les organisations de consommateurs agréées.

### À partir de 1995
En 1995, l’émission télévisée d’information du consommateur prend le nom de ConsoMag. Elle est alors hebdomadaire et construite sous la forme d’un reportage de 5 minutes diffusé sur France 2 et France 3.
Elle passe à 2 minutes et devient une quotidienne diffusée du lundi au vendredi en 2005.
En 2007, l’INC met en place des séries thématiques qui permettent de traiter un sujet en le déclinant dans plusieurs émissions, tout en veillant à ce que chacune des émissions puisse continuer à être regardée de manière indépendante. Ainsi, des campagnes d’information ont été menées sur le gaspillage alimentaire, la lutte contre les contrefaçons, la pollution numérique, le tourisme solidaire, le marché de l’énergie, l’épargne…
ConsoMag se penche en 2010 sur le sujet du commerce équitable et y consacre 5 émissions. En 2011, des séries thématiques sont réalisées avec la SNSM sur la sécurité en mer, les droits des voyageurs avec la Douane.
En 2017, le générique change et intègre une animation.
L'émission ConsoMag comporte 120 programmes de 2 minutes par an.
L'émission a reçu le prix du meilleur programme court lors de l’édition 2006 du Festival International des Médias Audiovisuels Corporate (FIMAC) pour son sujet sur « les dangers du cannabis »[réf. nécessaire].

### Logos

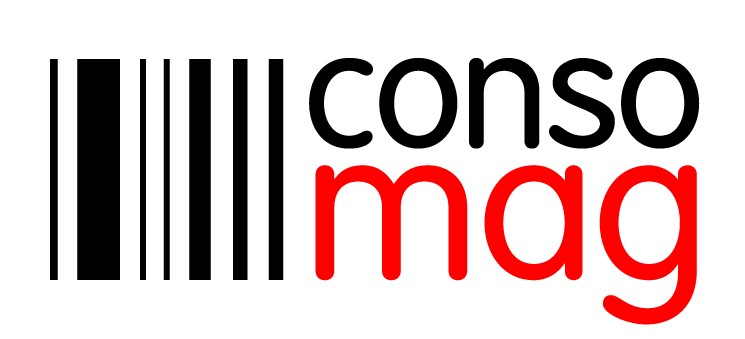
Logo de Consomag de 2002 à 2006 (la couleur du mot mag devient bleu sur France 3)
Logo de Consomag de 2006 à 2010.
Logo de Consomag de 2010 à 2013
Logo de Consomag de 2013 à 2017.
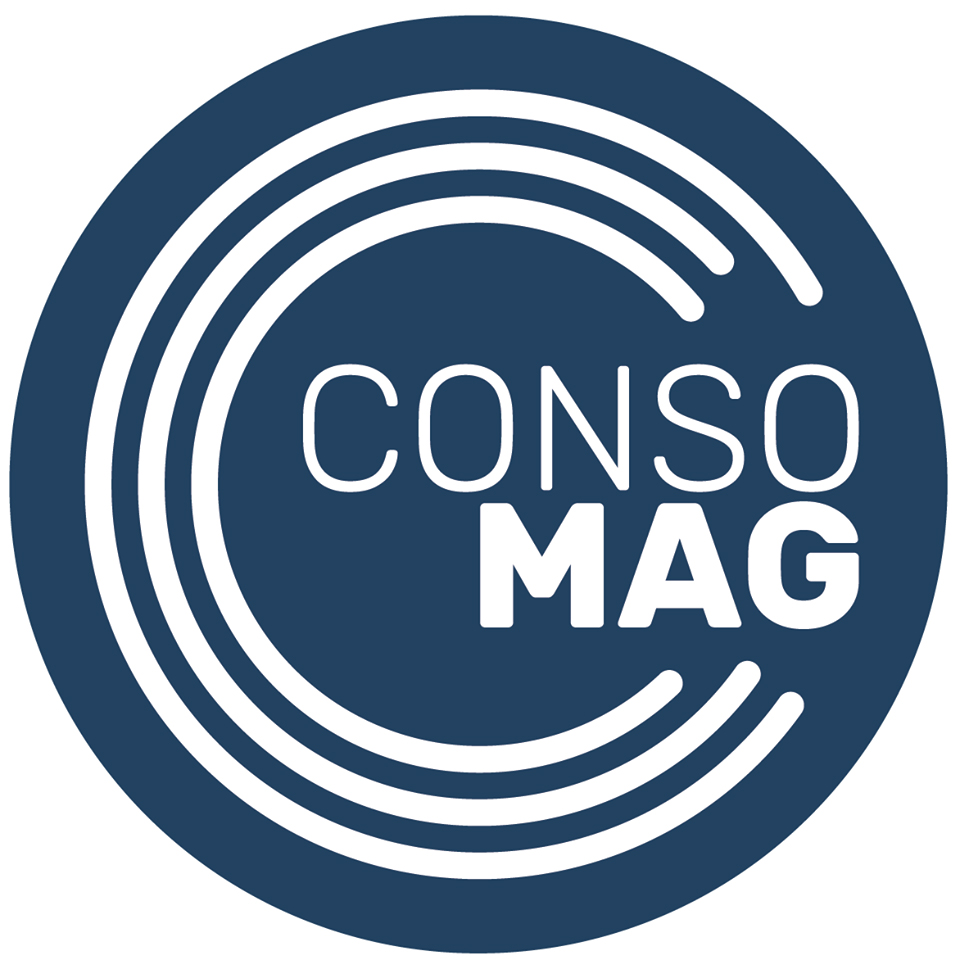
Logo de Consomag depuis 2017.

## Diffusions, rediffusions et audience
ConsoMag est diffusée sur l’ensemble des chaînes du groupe France Télévisions. Les émissions d’information du consommateur de l’INC sont inscrites dans le cahier des charges de la société nationale de programme France Télévisions.
Horaires de diffusion des émissions sur France Télévisions :  
- France 2 du lundi au samedi vers 10 h 30
- France 3 du lundi au samedi vers 11 h 10 et le mercredi à 19 h
- France 4 tous les jours à 20 h 55
- France 5 du lundi au vendredi à 14 h 35
- France Info TV[réf. obsolète]

En moyenne, l’audience cumulée d’une émission ConsoMag est de 3 millions de téléspectateurs[réf. nécessaire] (chiffres 2018).
L’émission est également rediffusée sur www.france.tv, sur YouTube, sur le site internet de l’INC et les réseaux sociaux de l’INC.
Les émissions sont accessibles sur le site officiel de l'INC, la chaîne YouTube ConsoMag, les comptes Twitter et Facebook, et depuis 2017 sur la chaîne parlementaire - Assemblée nationale (LCP).